# Lorenz Hargassner
Lorenz Hargassner (* 1. Juli 1978 in Wien) ist ein österreichischer Jazzmusiker (Saxophon, Komposition) und Hochschullehrer.

## Leben und Wirken
Hargassner begann mit 20 Jahren Saxophon zu spielen und besuchte das Gustav-Mahler-Konservatorium in Wien, um anschließend an der Hochschule für Musik und Theater Hannover zu studieren, an der er 2003 sein Diplom machte. Mit einem Full-Tuition-Stipendium der New School University setzte er seine Studien in New York fort; dort hatte er u. a. Unterricht bei Seamus Blake, Miguel Zénon und Peter Bernstein. Ab 2005 studierte er in Berlin, wo er 2007 den Master am Jazz-Institut Berlin mit Auszeichnung erwarb.
2008 legte Hargassner sein Debütalbum Diversityville (Double Moon Records) vor, gefolgt von Vitality (Unit Records, 2011) und When Lights Are Low (minor music, 2012) mit der sich an Paul Desmond orientierenden Formation Pure Desmond (mit Christian Flohr, Sebastian Deufel, Johann Weiß), das 2012 in die Vierteljahres-Bestenliste des Preises der deutschen Schallplattenkritik aufgenommen wurde. Mit Pure Desmond folgte 2020 das Album Plays James Bond Songs.
Seit Herbst 2008 ist Hargassner an der Hochschule für Musik, Theater und Medien Hannover Dozent für Saxophon im Bachelor-Studiengang Popular Music. Er lebt in Hamburg.